# Epimanikia

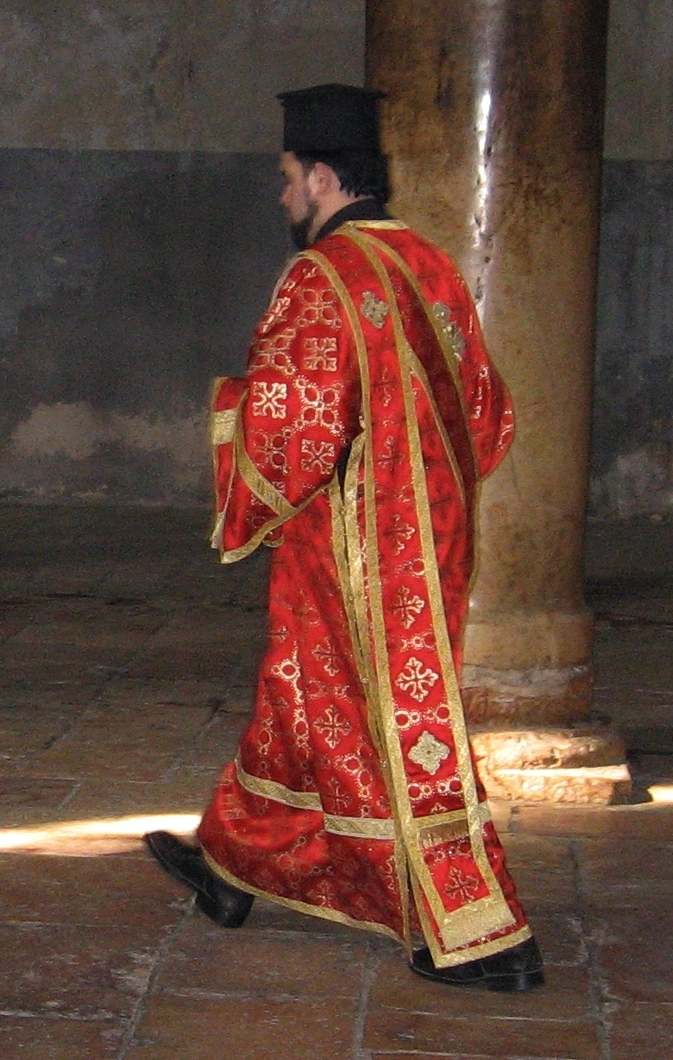
Un diácono de la Iglesia de la Natividad, de Belén, con sus vestimentas litúrgicas.

Las epimanikia, que en singular se llama epimanikion, son parte de la vestimenta litúrgica que consisten en dos mangas de tela (que generalmente tienen una cruz bordada en el centro) atadas sobre las muñecas de un obispo, de un sacerdote, o de un diácono, que cubren las mangas del sticharion. Puesto que el diácono usa un sticharion más elaborado como ropa externa, él usa las epimanikia por debajo de sus mangas.

## Significado
Representan el poder de Dios comunicado al sacerdote en el momento en que se dispone a celebrar los divinos oficios. El sacerdote, cuando hace una bendición, no lo hace como tal, sino en su calidad de sacerdote mandatado por Dios.

## Historia
Su origen parece ser la costumbre de que el emperador bizantino, al entrar en el santuario para recibir en la mano la sagrada Eucaristía, llevaba las manos cubiertas con guantes. El uso de éstos les estaba también permitido a los clérigos, pero como éstos podían recibir la Eucaristía sobre la mano descubierta, entonces los guantes dieron lugar a los manguitos. Hasta el siglo XII estaba reservado su uso solamente a los obispos, pero luego se hizo extensivo a los sacerdotes y a los diáconos.